# Thamnodynastes chaquensis
Thamnodynastes chaquensis là một loài rắn trong họ Rắn nước. Loài này được Bergna & Alvarez miêu tả khoa học đầu tiên năm 1993.